# Центральный научно-исследовательский институт эпидемиологии
Центра́льный научно-иссле́довательский институ́т эпидемиоло́гии Роспотребнадзо́ра (полное название — Федеральное бюджетное учреждение науки «Центральный научно-исследовательский институт эпидемиологии» Федеральной службы по надзору в сфере защиты прав потребителей и благополучия человека; сокр. ФБУН ЦНИИ эпидемиологии Роспотребнадзора) — научная организация, осуществляющая координацию и экспертизу научно-исследовательских работ в России по проблемам эпидемиологии и инфекционной патологии. 
Головное учреждение Научного совета по эпидемиологии, инфекционным и паразитарным заболеваниям, созданное совместным приказом Минздрава России и РАМН. На базе ЦНИИ эпидемиологии функционируют 8 Всероссийских референс-центров по мониторингу за социально-значимыми инфекциями, 11 научно-исследовательских лабораторий.

## История
- В 1963 году постановлением Совета Министров СССР от 12 июня 1963 г.[1] на базе Центральной противочумной наблюдательной станции и соответствующих отделов Московского научно-исследовательского института вакцин и сывороток был образован Центральный научно-исследовательский институт эпидемиологии Министерства здравоохранения СССР[2].
- В 1967 году приказом министра здравоохранения СССР в институте организован клинический отдел инфекционной патологии, в 1976 году на его базе создано детское клиническое отделение инфекционной патологии.
- 1971—1999 годы в структуру Центрального НИИ эпидемиологии входил Астраханский филиал, затем преобразованный в Научно-исследовательский институт краевой инфекционной патологии Астраханской государственной медицинской академии.
- В 1987 году приказом министра здравоохранения СССР на базе института создана Специализированная научно-исследовательская лаборатория эпидемиологии и профилактики СПИД (СНИЛ ЭП СПИД), в 1989 году на неё была возложена функция Всесоюзного центра по профилактике и борьбе со СПИДом.
- В 1992 году открыта Лаборатория молекулярной диагностики инфекционных заболеваний человека и животных, деятельность которой положила начало развитию молекулярной диагностики в России.
- В 2000 году создан Федеральный научно-методический центр Минздрава России по профилактике и борьбе со СПИДом.
- В 1992—2002 годы сотрудниками лаборатории активно разрабатывались методики и технологии для проведения молекулярно-биологических исследований в области диагностики социально-значимых инфекционных заболеваний.
- В 2012 году приказом Роспотребнадзора создан Научно-методический центр иммунопрофилактики.

## Руководители
- 1964—1966 — Николаева Т. А.[3]
- 1966—1970 — Сумароков А. А.
- 1971—2018 — Покровский В. И.
- с 2018 — Акимкин В. Г.[4]

## Деятельность
Изучение:
- причин и факторов, определяющих тенденции эпидемического процесса и клинического течения инфекционных болезней в современных условиях;
- эпидемиологии, клиники, диагностики и профилактики новых и вновь возникающих инфекций[5][6];
- молекулярных механизмов патогенеза и иммуногенеза инфекционных болезней;
- микробной экологии организма человека, оценка её значимости в патогенезе различных инфекционных заболеваний[7];
- проблем клинической иммунологии, совершенствование и создание новых физико-химических и иммунохимических методов диагностики инфекционных болезней.

Разработка и совершенствование:
- методов эпидемиологического и социально-экономического анализа;
- системы эпидемиологического надзора, изучение клиники, совершенствование методов лечения и профилактики ВИЧ-инфекции[8];
- методов и средств терапии инфекционных болезней у взрослых и детей[9];
- системы эпидемиологического надзора и контроля за инфекционными болезнями;
- критериев экспертной оценки эпидемиологической, биологической и микробиологической безопасности среды обитания человека;
- антивирусных, антипаразитарных и иммуномодулирующих препаратов[10];
- подходов к стратегии и тактике специфической профилактики инфекционных болезней.

Создание и внедрение:
- новых диагностических методов и технологий, максимально автоматизированных решений для повышения точности, скорости, эффективности, стандартизации и экономичности молекулярно-биологических исследований;
- наборов реагентов для молекулярной диагностики инфекционных болезней;
- тестов для определения клинически важных генетических полиморфизмов методами пиросеквенирования;
- наборов реагентов и методик для решения различных диагностических задач с помощью технологий секвенирования;
- методов диагностки на основе генетических, иммуннохимических и смешанных микробиочипов.